# Fernanda Urrejola
Fernanda Loreto Urrejola Arroyo (née le 24 septembre 1981 à Santiago) est une actrice chilienne de théâtre, cinéma et télévision.

## Filmographie

### Cinéma
- 2004 : El Roto (Perjudícame Cariño) : Violeta
- 2005 : Mi mejor enemigo : Gloria
- 2010 : Drama : Mère de Mateo
- 2012 : Apportez-moi la tête de la Femme-Mitraillette (Tráiganme la cabeza de la mujer metralleta) : La Femme-Mitraillette
- 2013 : Voces del Bosque : Ailén Catrilaf
- 2021 : Cry Macho de Clint Eastwood
- 2023 : The Black Demon d'Adrian Grunberg : Ines Sturge

### Télévision

#### Télénovelas
- 2003 : Dieciséis : Matilde Arias
- 2004 : Destinos Cruzados : Pascuala Goycolea
- 2005 : Diecisiete : Matilde Arias
- 2005 : Versus : Clara Chaparro
- 2006 : Floribella : Sofía Santillán Torres
- 2007 : Corazón de María : María Cofré
- 2007-2008 : Amor por accidente : Romina Urrutia
- 2008 : Hijos del Monte : Beatriz Pereira
- 2010 : Mujeres de lujo : Magdalena Reyes/Esmeralda Martín
- 2011-2012 : La Doña : Millaray Lisperguer
- 2013 : Graduados : María Laura "Loli" Falsetti
- 2014 : Chipe libre : Julieta Ruíz
- 2016 : Veinteañero a los 40 : Katia Jorquera

#### Séries
- 2003 : La vida es una lotería : Patty
- 2004 : Bienvenida Realidad : Marina
- 2005 : JPT: Justicia Para Todos : Mónica Ríos
- 2008 : Gen Mishima : Amapola
- 2010 : Adiós al Séptimo de línea : Leonora Latorre / Elena Alzerreca
- 2011 : Karma : Julieta
- 2012 : El diario secreto de una profesional : Javiera García / Ángela
- 2018 - 2020: Narcos: Mexico: Maria Elvira

#### Émissions
- 2013 : La mañana de Chilevisión : Elle-même - Invitée

## Théâtre
- 2005 : El Inspector (Nikolai Gogol) : Sandra Arriagada
- 2006 : Cuentos para un invierno largo : Fernando Rubio
- 2009 : Patio : Andrea García-Huidobro